# KC Boutiette
KC Boutiette (Lakewood (Washington), 11 april 1970) is een Amerikaanse allround-schaatser.

## Biografie
Boutiette begon, net als zoveel andere Amerikaanse schaatsers, als inline-skater. Hij heeft de zogeheten downstart geïntroduceerd waarmee je tiendes van seconden kunt winnen op de eindtijd. Hij was daarin zeer succesvol, hij werd vijfmaal nationaal kampioen en eenmaal wereldkampioen op de 100 km. In 1993 is hij overgestapt naar het langebaanschaatsen en hij won direct de 5000m en de 10.000m bij de Amerikaanse trials. Helaas voor hem was dat nèt te laat om zich te plaatsen voor de Olympische Winterspelen van 1994 op die afstanden, hij had de limieten wel gereden maar niet tijdens een internationale wedstrijd en dat was nu eenmaal het criterium. Hij mocht wel starten op de 1500m.
Boutiette is een van de weinige echte allrounders in het Amerikaanse team. De meeste van zijn collega's ontwikkelen zich tot specialisten op een afstand, maar 'Bootie' kan op alle afstanden goed meekomen: hij werd 4e op het WK Allround van 1994.
In 1998 doet hij op 4 afstanden mee bij de Olympische Spelen van Nagano, en weet op de 1500m de 5e plaats te bemachtigen. In Salt Lake City (2002) doet hij alleen op de 5000m mee, ook daar wordt hij 5e. In 1999 besluit hij zijn geluk te beproeven in het Nederlandse marathonschaatsen. Boutiette sluit zich aan bij het Nefit-team, samen met Cédric Michaud van Erik Hulzebosch en wint er direct diverse wedstrijden. In 2007 beëindigde hij zijn loopbaan en startte zijn eigen custom fietsschoenenzaak Rocket7.

### Comeback
Een weekje schaatsen met Shane Dobbin in 2014 wakkerde het schaatsvuur aan. Boutiette pakte de trainingen op en won het seizoen erop de Amerikaanse wereldbekerkwalificatie. Op 31 januari 2015 maakt Boutiette na negen jaar afwezigheid zijn comeback tijdens de wereldbekerwedstrijden in Hamar waar hij zich wil richten op de massastart. Ook voor 2015/2016 maakte hij zijn opwachting en voor 2016/2017 voegt Boutiette zich bij de marathonploeg AB Transport Group van Jillert Anema met Fransman Ewen Fernandez en de Nederlanders Erik Jan Kooiman en Niels Mesu.
Boutiette behaalde op 20 november 2016 tijdens de Wereldbekerwedstrijd in Nagano (Japan) een zilveren medaille op de mass start, op 46-jarige leeftijd. Hij werd hiermee de oudste medaillewinnaar aller tijden in het wereldbekercircuit. In 2016 en 2017 deed hij mee op de massastart bij de Wereldkampioenschappen Afstanden. In januari 2018 reed hij op 47-jarige leeftijd zijn laatste wereldbekerwestrijden in Erfurt in de B-groep op de 1500 en 5000 meter.

## Behaalde resultaten
- 1998: 5e op de 1500m bij de OS van Nagano
- 2002: 5e op de 5000m bij de OS van Salt Lake City
- vijfvoudig Amerikaans kampioen Allround
- Voormalig Amerikaans recordhouder op de 10 km

## Records

### Persoonlijke records
| Afstand      | Tijd     | Datum            | Baan           |
| ------------ | -------- | ---------------- | -------------- |
| 500 meter    | 36,09    | 10 januari 2004  | Salt Lake City |
| 1000 meter   | 1.09,90  | 3 januari 2004   | Salt Lake City |
| 1500 meter   | 1.46,78  | 28 december 2002 | Salt Lake City |
| 3000 meter   | 3.47,16  | 1 oktober 2005   | Salt Lake City |
| 5000 meter   | 6.22,97  | 9 februari 2002  | Salt Lake City |
| 10.000 meter | 13.21,06 | 28 februari 2004 | Heerenveen     |

### Wereldrecords
| Nr. | Afstand         | Tijd     | Datum            | Baan    |
| --- | --------------- | -------- | ---------------- | ------- |
| 1.  | 1500 meter      | 1.50,09  | 15 maart 1997    | Calgary |
| 2.  | Kleine vierkamp | 154,103  | 15 maart 1997    | Calgary |
| 3.  | Achtervolging   | 3.48,56* | 13 november 2004 | Hamar   |

* samen met Chad Hedrick en Derek Parra

## Resultaten
| Jaar | WK Allround | WK Afstanden                           | Olympische Spelen                      |
| ---- | ----------- | -------------------------------------- | -------------------------------------- |
| 1994 | NC24        |                                        | 39e 1500m                              |
| 1995 | NC16        |                                        |                                        |
| 1996 | 5e          | 4e 1500m 6e 5000m                      |                                        |
| 1997 | 4e          | 8e 1500m 5e 10.000m                    |                                        |
| 1998 | 5e 1500m    | 9e 1000m 9e 1500m                      | 8e 1000m 5e 1500m 14e 5000m 8e 10.000m |
| 1999 | 9e          | 13e 1500m                              |                                        |
| 2000 | NC16        | 21e 1500m                              |                                        |
| 2001 | NC15        | 10e 1500m 8e 5000m                     |                                        |
| 2002 |             |                                        | 5e 5000m                               |
| 2003 | 8e          | 6e 5000m                               |                                        |
| 2004 | 7e          | 20e 5000m 4e 10.000m                   |                                        |
| 2005 | 6e          | 13e 5000m 11e 10.000m 4e achtervolging |                                        |
| 2006 |             |                                        | 19e 5000m 6e achtervolging             |
|      |             |                                        |                                        |
| 2016 |             | 15e massastart                         |                                        |
| 2017 |             | 12e massastart                         |                                        |